# Sphagnum submedium
Sphagnum submedium är en bladmossart som beskrevs av Warnstorf 1906. Sphagnum submedium ingår i släktet vitmossor, och familjen Sphagnaceae. Inga underarter finns listade i Catalogue of Life.